# Easton Neston

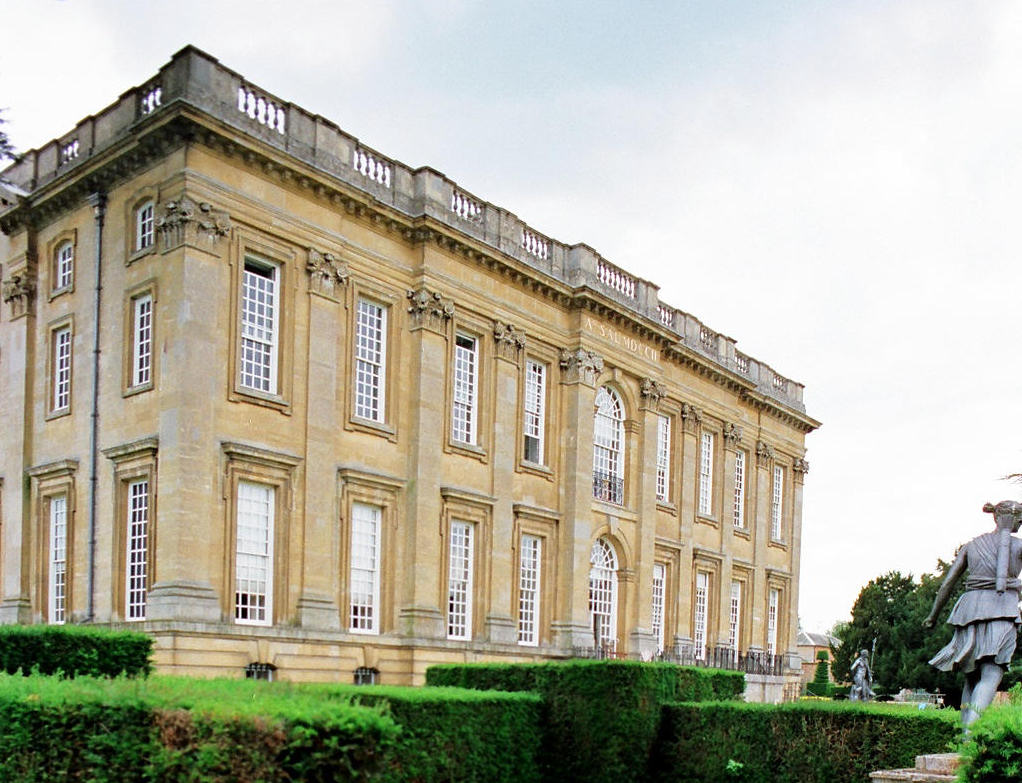
Easton Neston, Ostfassade (Juli 1987)

Easton Neston ist ein Landhaus bei Towcester in Northamptonshire, England. Es wurde vom Architekten Nicholas Hawksmoor im englischen Barockstil errichtet. Man nimmt an, dass Easton Neston das einzige Landhaus ist, das nur von Hawksmoor gestaltet wurde. Ab etwa 1700 arbeitete Hawksmoor an vielen Gebäuden, auch Castle Howard und Blenheim Palace, mit Sir John Vanbrugh, wobei er häufig dem weniger qualifizierten Vanbrugh sein technisches Wissen zur Verfügung stellte. Hawksmoors Arbeiten waren auch nach vielen gemeinsamen Projekten stets klassisch strenger als die von Vanbrugh. Allerdings entstand Easton Neston etwa sechs Jahre vor dieser Partnerschaft. Das Haus ist auf der Statutory List of Buildings of Special Architectural or Historic Interest im 1. Grad aufgeführt.

## Architekt

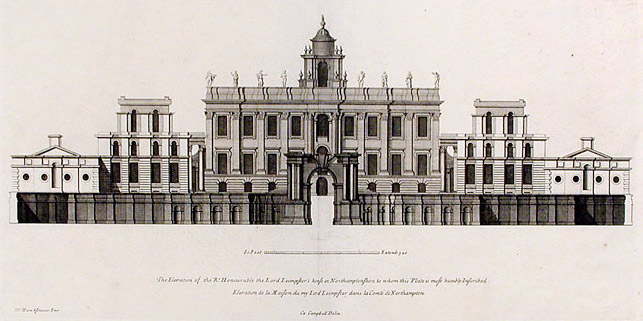
Ein Vorschlag für den Bau von Easton Neston, veröffentlicht 1715 im Vitruvius Britannicus. Der Mitteltrakt wurde entsprechend diesem Vorschlag errichtet, jedoch ohne den Kuppelaufbau. Die Seitenflügel, das Einfahrtstor und die Hofmauer wurden nicht gebaut.

Hawksmoor wurde von Sir William Fermor, 2. Baronet, dem späteren Baron Leominster, beauftragt. Hawksmoor wurde von Fermors angeheiratetem Cousin, Christopher Wren empfohlen, der ihn zum Bau eines neuen Landhauses auf diesem Grundstück um 1680 beraten hatte. Es überlebten aber keine Details dessen, was Wren empfohlen hatte, und die Arbeiten scheinen nach der Errichtung zweier Nebengebäude eingestellt worden zu sein, von denen nur eines noch erhalten ist. Nach Fermors Hochzeit mit der Erbin Catherine Poulett 1692 entschloss dieser sich, die Idee eines neuen Landhauses wieder aufzunehmen, und so erhielt Wrens Schüler Hawksmoor schließlich 1694 den Auftrag.
Am 29. März 2011 sollte ein seltener Brief mit 300 Worten, 1685 geschrieben und unterzeichnet von Wren, der eine Beratung zum Bau von Easton Neston anbot, bis zu £ 9000 bei einer Auktion erzielen, wurde jedoch schließlich um £ 19.200 versteigert. Der Brief datiert von 1685 oder 1686 und war an William Fermor gerichtet und bot ihm Rat bei Konstruktion und Auswahl der Baumaterialien für das Haus an.
Im Mai 2011 strahlte die BBC eine Ausgabe der Serie The Country House Revealed aus, die sich mit Easton Neston beschäftigte. Dort wurde die Frage aufgeworfen, ob Wren oder Hawksmoor das Gebäude konstruiert hat. Es wurden Holzstücke aus dem Dach des Hauses untersucht, wobei festgestellt wurde, dass die Bäume ca. 1700–1701 geschlagen worden sein mussten, womit bewiesen war, dass Hawksmoor der Architekt war.

## Anlage und Fassaden

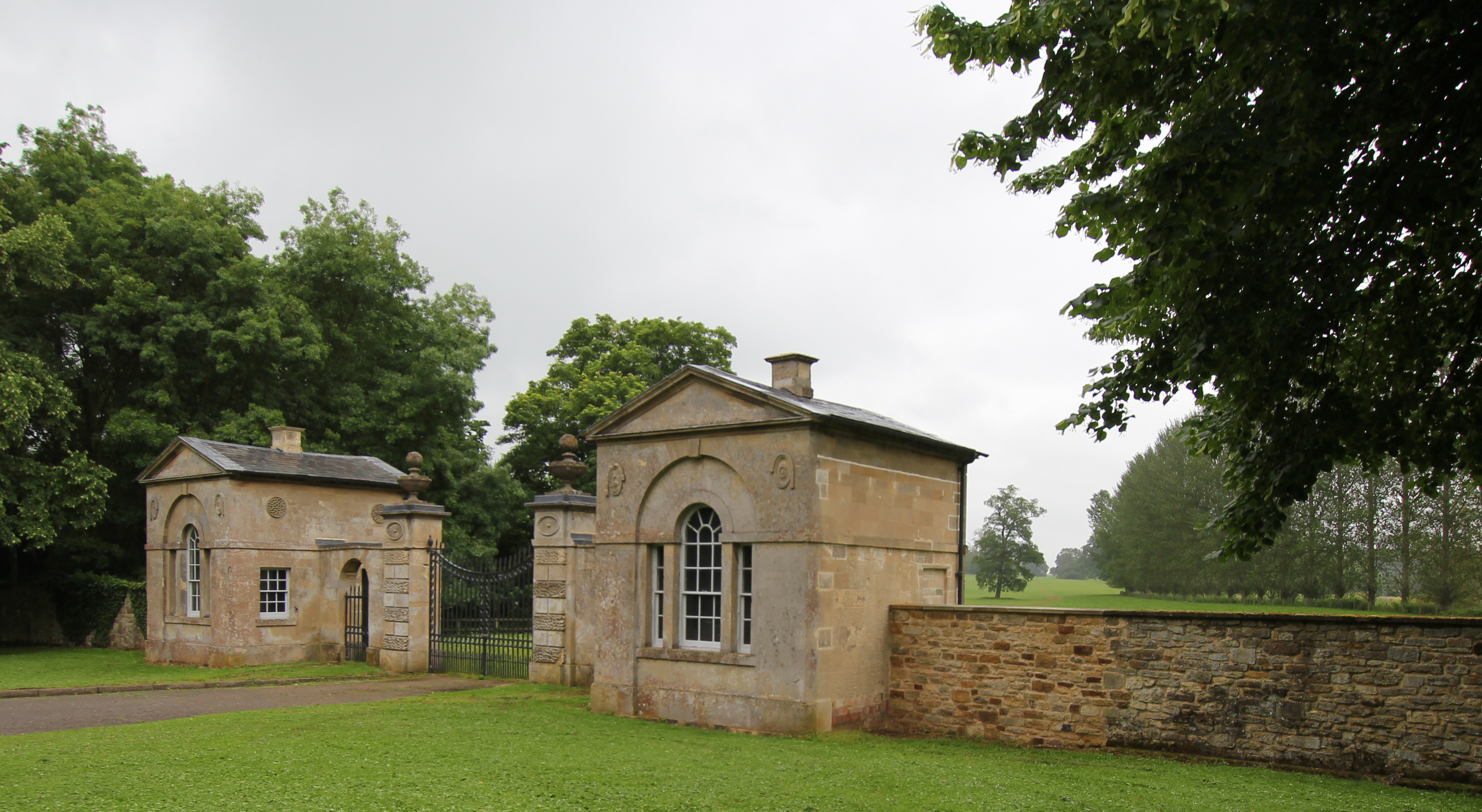
Der Südeingang nach Easton Neston zweigt von der Old Towcester Road ab. Das Grundstück erstreckt sich an den baumbestandenen Ufern des Flusses Tove entlang, den man im Hintergrund sieht.

Die Statuen (ursprünglich Teil der Arundel Marbles) wurden von George Fermor, 2. Earl of Pomfret (1722–1785) entfernt und in einem Notverkauf veräußert. Seine Mutter kaufte sie und stiftete sie 1755 dem Ashmolean Museum in Oxford.
Das Landhaus, das Hawksmoor in Easton Neston baute, kann man am besten als Miniaturpalast beschreiben, der die Kolossalordnung der Pilaster und die krönende Balustrade von Michelangelos Palazzi am Kapitol in Rom übernahm und im Gegenzug durch die Stiche im Vitruvius Britannicus Gabriels Konstruktion des Petit Trianon in Versailles, das erst 50 Jahre später entstand, beeinflusst haben mag. Beide Hauptfassaden sind von einfacher Struktur und vermeiden protzige Zurschaustellung. Das rechteckige Haus hat drei Hauptgeschosse. Das erste ist ein rustizierter Keller, die beiden oberen Geschosse sind gleichwertig – neun Abteilungen, getrennt durch composite Pilaster, wobei alle Abteilungen je Stockwerk ein schmales, hohes, gerahmtes Fenster gleicher Höhe enthalten. In der mittleren Abteilung liegt der Eingang, der von zwei vollen Säulen flankiert wird. Diese beiden Säulen stützen ein kleines, oben abgerundetes Giebelfeld, das das Wappen und den Wahlspruch der Fermors darstellt. Über dem Eingang sitzt im oberen Geschoss ein massives palladianisches Fenster. Die Dachlinie wird durch eine Balustrade verdeckt, die an den zehn Unterbrechungen über den Pilastern mit abgedeckten Steinurnen dekoriert ist. Die Formensprache und die Fenstereinteilung der Frontfassade wiederholt sich auf der Rückseite in der Gartenfassade. Nur gibt es dort kein Giebelfeld und keine Urnen als Dekoration. Das Haus ist aus Steinen aus dem Dorf ‘’Helmdon’’ gebaut, Steinen von beiger Farbe und außerordentlich guter Qualität, die gewährleisten, dass die Reliefs auch heute noch so klar wie im Jahr der Fertigstellung 1702 sind.
Die beiden Seitenfassaden des Hauses zeigen die Geschichte des Lebens in einem Landhaus vor dem Zeitalter der Glocken für die Dienerschaft. Bis zur Erfindung der fernbedienbaren Glocken, die durch Seile von weit entfernten Orten im Haus bedient werden konnten, war es notwendig, die Diener auf Rufdistanz zu haben. In älteren Häuser, wie dem Montacute House, schliefen die Diener auf dem Boden der Halle oder vor den Schlafzimmertüren ihrer Herrschaften. Im 17. Jahrhundert aber wurde diese Vorgehensweise zunehmend unerwünscht. Die Häuser hatten ab dieser Zeit Korridore und die Herrschaften brachten ihre Dienerschaft eher in kleinen Räumen unter, um nicht dauernd über schlafende Diener steigen zu müssen. Diese kleinen Räume mussten aber immer noch in Rufweite liegen. In einem neu gebauten Haus, wie Easton Neston, erreichte man dies, indem man zwei sehr niedrige Zwischengeschosse für das Gesinde über jedem der beiden oberen Geschosse einzog. So zeigen die beiden Hauptfassaden von Easton Neston (Ost und West) drei Geschosse, während an den beiden weniger wichtigen Fassaden ersichtlich ist, dass es eigentlich fünf Geschosse gibt: Die Fenster der beiden Zwischengeschosse sind kaum halb so hoch wie die der Hauptgeschosse darüber und darunter. Das lässt die Fenstereinteilung der Seitenfassaden kompliziert, aber interessant, werden.
Einige Jahre nach Fertigstellung des Landhauses 1702 zeichnete Hawksmoor einige weitere Pläne für einen riesigen Eingangshof. Diese Zeichnungen, die nie fertiggestellt, aber im Vitruvius Britannicus veröffentlicht wurden, sahen die Ergänzung des Haupthauses mit zwei Seitenflügeln vor, einer für die Ställe und einer für Räume der Dienerschaft. Die vierte Seite des Hofes sollte eine Kolonnade mit Etera bilden. Außer dem Haupthaus wurde aber kein Gebäude realisiert und die beiden vorher (vermutlich nach Plänen von Christopher Wren) erstellten roten Ziegelbauten blieben nach dem Bau des Haupthauses. Das westliche Gebäude, das Stallungen enthielt, wurde später abgebrochen, nachdem man neue Ställe gebaut hatte. Viele Fachleute der Architektur denken, dass Hawkesmoors Landhaus durch diese Pläne eher an Bedeutung verloren hätte, wären sie realisiert worden. Sie entsprechen eher Vanbrughs als Hawksmoors architektonischem Konzept. Die gesamte Konzeption wurde in Colen Campbells Vitruvius Britannicus abgebildet. Zwei große ozymandische Eingangsfiguren im Park sind alles, was von dieser Konzeption übrig geblieben ist.

## Innenräume
Die Haupträume des Hauses haben Fenster, die fast vom Boden bis zur Decke reichen. Die Räume sind groß und wohlproportioniert, ohne an der für Vanbrughs und Hawksmoors gemeinsame Werke so typischen, bedrückenden Erhabenheit zu leiden. Das massive Haupttreppenhaus mit seiner gewundenen eisernen Balustrade im Stile von Jean Tijou zeigt zwei lange, enge Fluchten, die zur Galerie im ersten Stock hinaufführen. Diese Galerie ist mit Grisailles von Sir James Thornhill verziert.
Die Innenräume von Easton Neston wurden seit der Fertigstellung des Hauses durch Hawksmoor einigen Änderungen unterzogen. Hawksmoors große Halle mit ihren hohen, nackten Wänden, flankierenden Vestibülen und korinthischen Säulen wurde im 19. Jahrhundert aufgeteilt, als Sir Thomas Hesketh das Anwesen von seinem Onkel erbte, sodass drei weitere Schlafzimmer im Obergeschoss entstanden. Der Hauptsalon, der einzige stark dekorierte Raum in dem Herrenhaus, wurde ebenfalls verändert: Er zeigt heute Stuckarbeiten, die von Artari Mitte des 18. Jahrhunderts im Auftrag von Lord Lempsters Sohn, dem Earl of Pomfret, ausgeführt wurden. Eine hohe Reliefdecke mit riesigen Tafeln ist von Malereien, sowie Trophäen mit Jagdemblemen umgeben, die wohl den charismatischen Hawksmoor erfreut hätten.

## Gärten
Auf dem Grundstück entwarf Hawksmoor einen Kanal im Park, um das Landhaus zu ergänzen, der Long Water genannt wird. Er befindet sich in einer Achse mit der Türe in der Mitte der Gartenfassade. Die Gärten wurden im 20. Jahrhundert von Lord Thomas Fermor-Hesketh, den Großneffen des 5. und letzten Earl of Pomfret, durch den Bau einer Wasserterrasse erweitert, die durch die West- oder Gartenfassade überragt wird. Sie ist mit formgeschnittenen Hecken und Rosen, die das große Wasserbecken, in dem sich das Haus spiegelt, umgeben, dekoriert.

## Geschichte
Easton Neston war immer ein Privathaus und nie für die Öffentlichkeit zu besichtigen. Daher ist es wenig bekannt. Bis vor Kurzem gehörte das Haus Lord Hesketh, dessen Familie direkt vom Erbauer, Sir William Fermor, abstammt. Es war mit wertvollen Gemälden, Wandteppichen und Möbeln aus dem 18. Jahrhundert ausgestattet.
Im März 1876 besuchte die Kaiserin Sisi von Österreich England und mietete das Herrenhaus in Easton Heston mit den schönen Stallungen für ihre Pferde. Vom Bahnhof Blisworth aus fuhr sie öfters nach London.
2004 bot Lord Hesketh das Herrenhaus und die umgebenden Grundstücke mit der Pferderennbahn Towcester für £ 50 Millionen zum Kauf an. 2005 wurde ein Teil des Anwesens mit dem Herrenhaus, einigen Nebengebäuden und 2,2 km² Grund für £ 15 Millionen an den russischen Modeschöpfer und Textilhändler Leon Max verkauft. Lord Hesketh, der die Felder und das gotische Dorf Hulcote anderweitig verkauft hat, besitzt noch die Pferderennbahn. Max plant, im von Wren entworfenen Gebäude seine europäische Hauptniederlassung unterzubringen und selbst im von Hawksmoor gebauten Herrenhaus zu wohnen.